# 김지원 (소설가)
김지원(金知原, 1942년 11월 10일 ~ 2013년 1월 30일)은 대한민국의 소설가이다.

## 생애
일제강점기 경성부(지금의 서울특별시)에서 출생하였고, 이화여자대학교 영어영문학과를 졸업하였다. 1963년 《여원》에 《늪 주변》이라는 소설을 발표하여 첫 등단하였고, 1975년 《현대문학》에 《사랑의 기쁨》, 《어떤 시작》으로 정식 등단하였다. 1973년에 뉴욕으로 이주하여 뉴욕과 서울을 오가며 작품 활동을 하다가 2013년 1월 30일 유방암으로 맨해튼 자택에서 71세의 나이로 세상을 떠났다.
주요 작품으로 《알마덴》, 《먼 집 먼 바다》, 《모래시계》 등이 있다. 내부의 의식과 분위기 묘사에 뛰어난 작가로 알려져 있다.

## 학력
- 이화여자대학교 영어영문학과 학사